# بوبي براينت (لاعب كرة قدم أمريكية)
بوبي براينت (بالإنجليزية: Bobby Bryant)‏ هو لاعب كرة قدم أمريكية أمريكي، ولد في 24 يناير 1944 في ماكون في الولايات المتحدة.

## وصلات خارجية
- بوبي براينت على موقع مرجع كرة القدم المحترفة.كوم (الإنجليزية)